# Ustaritz Aldekoaotalora
Ustaritz Aldekoaotalora Astarloa známý zkráceně jako Ustaritz (* 16. února 1983, Abadiño, Španělsko) je španělský fotbalový obránce baskického původu, momentálně hraje v portugalském klubu FC Arouca. Hraje na postu stopera (středního obránce).
Většinu své dosavadní kariéry strávil v klubu Athletic Bilbao. Mimo Španělska hrál v Gruzii (FC Dinamo Tbilisi) a Portugalsku (FC Arouca).